# César Egasse Du Boulay
Pour les articles homonymes, voir Egasse du Boulay.
César Égasse du Boulay, ou Caesar Egasius Bulaeus (vers 1610, Saint-Ellier-du-Maine (Mayenne) -  16 octobre 1678, Paris) est un historiographe de l'Université de Paris.

## Biographie
Il naît dans le petit village de Saint-Ellier dans le duché de Mayenne, sur une petite terre appelée Boulay dont il prend le nom, de son père Jean Égasse et de sa mère Marie Garnier. De 1628 à 1634, il étudie à l'Université de Poitiers et va à Paris poursuivre ses études au Collège royal de Navarre dans lequel il deviendra professeur de rhétorique. 
Reçu dans les ordres au Mans, en 1629, il enseigne d'abord à Poitiers, puis il se fait agréger à Paris parmi les maîtres de la nation de France, et il y professe près de quarante ans les humanités, puis la rhétorique, au collège de Navarre. Après avoir géré plusieurs fois les charges de procureur, censeur, questeur examinateur de la nation de France, il est élu recteur de l'université en octobre 1661 jusqu'en mars 1662. Pendant son rectorat, il sollicite et obtient la charge importante de greffier de l'université, devenue vacante par la mort de Quintaine, le 17 décembre 1661.
Il est connu surtout comme historien de l'université de Paris par son ouvrage Historia Universitatis Parisiensis publié en six tomes de 1665 à 1673.

## Publications
Après avoir contribué pour une grande part à la rédaction des Statuts de la nation de France, in-4°, 1661, souvent réimprimés depuis, il composa en son nom :
1. Trésor des antiquités romaines, où sont contenues et décrites par ordre toutes les cérémonies des romains. Paris, (1651) ;
2. Trésor des Antiquités romaines, in-fol[3];
3. Recueil de pièces et actes sur l'état ancien et présent de l'Université de Paris. Paris, 1653 ;
4. Speculum eloquentiæ (1658), in-12 [4] ;
5. Abrégé de l'histoire de l'Université. Paris, 1658 ;
6. De patronis quatuor nationum Universitatis. Paris, 1662, in-8°[5] ;
7. Carlomagnalia, seu Feriae conceptivae Caroli Magni in scholis Academiae Pariensis observandae. Paris, 1662, in-8[6];
8. De decanatu nationis Gallicanæ. Paris, (1662), in-8° ;
9. Remarques sur la dignité, rang, préséance, autorité et juridiction du recteur de l'université de Paris, 1668, in-4° (Texte intégral.);
10. Factum, ou Remarques sur l'élection des officiers de l'université, 1668, in-4° : se trouve souvent à la suite du précédent ;
11. Recueil des privilèges de l'université de Paris accordés par les rois depuis sa fondation jusqu'à Louis le Grand XIV du nom, in-4° ;
12. Fondation de l'université par l'empereur Charlemagne ; de la Propriété et juridiction du Pré aux Clercs ;
13. Mémoires historiques des bénéfices, qui sont à la présentation et collation de l'université, 1675, in-4°[7] ;
14. Historia Universitatis Parisiensis, (Histoire de l'Université de Paris, depuis 800 jusqu'à 1600, écrite en latin) (6 volumes), Paris, F. Noel et P. de Bresche, 1665-1673.
15. Note ad censuram editam nomine facultatis pariensis theologiae in opus quod inscribitur : Historia Universatis Pariensis. Parisiis, 1667[8];
16. Remarques sur la dignité, rang, préséance, autorité et juridiction au recteur de l'Université de Paris Paris, (1668) ;
17. Remarques sur l'élection des officiers de l'Université Paris, (1668) ;
18. Factum ou Remarques sur l'Élection des Officiers de l'Université. À Paris, chez Pierre de Bresche, (1668) ;
19. Recueil des privilèges de l'Université de Paris accordez par les Rois, depuis sa Fondation jusques à Louis le Grand XIV du nom. À Paris, chez la veuve de Caude Thiboust et Pierre Esclassan, (1674) ;
20. Fondation de l'Université par l'empereur Charlemagne ; ensemble de la propriété et seigneurerie du Pré-aux-Clercs. Paris, (1674) ;
21. Mémoires historiques des bénéfices qui sont à la présentation et collation de l'Université de Paris, Paris, 1675 ;
22. Remarques sur les fonctions et prérogatives du procureur fiscal de l'Université. Paris, 1675 ;
23. Ad Zoylosicophantam sive Bulaeustarium obtrectatorem. Élégie en vers latins, contre un de ses envieux.

César Égasse du Boulay a composé aussi des vers latins qui ne sont pas sans mérite.
L'histoire de Boulay est très importante en reproduisant de nombreuses sources originales sur le sujet, mais sa valeur est dédaignée dès le XIXe siècle par l'insuffisance de jugement et d'esprit critique de l'auteur.
Les autres écrits de Boulay concernent ce même sujet de l'université, sa fondation, ses présidents, son administration et ses privilèges.